# Amélie jde na ples
Amélie jde na ples (v italském originále Amelia al ballo, v anglickém znění Amelia Goes to the Ball) je jednoaktová opera buffa italsko-amerického skladatele Giana Carla Menottiho na vlastní libreto z roku 1936. Je to skladatelova první zralá opera. Premiéru uvedla 1. dubna 1937 American Academy of Music v budově Metropolitan Opera House ve Filadelfii, brzy poté byla převzata do programu newyorské Metropolitní opery a založila Menottiho reputaci jako zručného operního skladatele v italské novoromantické tradici.

## Vznik a premiéra opery
Gian Carlo Menotti získal vyšší hudební vzdělání v letech 1928–33 na Curtis Institute of Music v americké Filadelfii. Tam se rovněž seznámil se svým životním partnerem, skladatelem Samuelem Barberem, a společně strávili roku 1933 jistý čas v Rakousku. Inspirací pro první zralou operu se Menottimu staly právě zážitky z Vídně, bizarní osoby, se kterými se setkával na tamějších večírcích, a zejména postava jisté české baronky, v jejímž domě mladíci bydleli. Ta s nimi často večeřela a vyprávěla jim nadšeně o společenském životě ve staré Vídni, a zejména o plesech ve vídeňské opeře. Menotti napsal Amélii na vlastní italské libreto ještě v době evropského pobytu a po návratu do Spojených států s dílem seznámil dědičku významného vydavatelství a zakladatelku Curtis Institute Mary Louise Curtisovou Bokovou. Ta prosadila její uvedení na jevišti jako podmínku, pod níž financovala uvedení americké premiéry opery Daria Milhauda Ubohý námořník, které připravoval dirigent a učitel na Curtis Institute Fritz Reiner. Reiner se nejprve zdráhal, ale nakonec byly obě opery uvedeny 1. dubna 1937 a Amélie se stala hitem večera.
Povzbuzena úspěchem opery financovala Curtisová Boková i představení v newyorské Metropolitní opeře 3. března 1938 (ten večer spojené se Straussovou pochmurnou Elektrou). Dílo mělo velmi příznivý ohlas u obecenstva i u kritiky – i díky energickému dirigování Ettoreho Panizzy, následovalo bezprostředně šest repríz a další pak v pozdějších sezónách. Současně položilo základ popularity teprve 23letého skladatele, který díky tomu získal nové zakázky (Stará panna a zloděj pro rozhlasovou společnost NBC a Bůh ostrova pro MET).
Menotti později o své první inscenované opeře řekl: „Amélie byla věnována paní Bokové, jíž jsem za tolik vděčil. Mám pro ni [=operu] velikou slabost. Nejen že to byla moje první opera, a můj první úspěch, ale byla to také jediná z mých oper, kterou kdy slyšela má matka.“ (Paní Curtisová Bokoová totiž zaplatila Menottiho již churavějící matce cestu z Jižní Afriky, kde tehdy žila.)

## Charakteristika opery
Podle Jana Trojana se jedná o „parodii staré buffy v moderním hávu“; P. G. Davis ji charakterizuje jako „jednoaktovou italskou operu buffu, která čestně a chytře recykluje všechny konvence žánru, jak byl praktikován od Pergolesiho do Wolfa-Ferrariho“. Formát opery odpovídá žánru buffy svým jasným rozdělením na rychle plynoucí svižný recitativ a uzavřená zpěvní čísla označovaná tradičními názvy jako duettino, romanza atd. Na tradici svérázně a vynalézavě odkazují i jednotlivé okamžiky, například romanticky vášnivá, v dané situaci však parodicky působící árie milence nebo tázavý madrigal, ve kterém se herci náhle obracejí přímo k obecenstvu se svým morálním dilematem, anebo malé fugato po „vraždě“ manžela. Rovněž postavy (manžel, manželka, milenec, policista…) jsou známé typy italské komedie. Kapriciózní námět však připomíná i operní komedie evropské avantgardy meziválečného období (Milhaud, Hindemith, Martinů…).
Monottiho hudební jazyk je (v porovnání se soudobou hudební avantgardou) konzervativní svou jasnou tonalitou následující vzory Rossiniho, Verdiho a Pucciniho, ale též Musorgského. Kritik The New York Times Harold Taubman po premiéře napsal: „Jehu hudba má styl a třpyt operních skladatelů jeho vlasti. Ten či onen obrat nese otisk zasloužilých italských předků, ale základní vitalita, důmysl a humor jsou skladatelovy vlastní … Pan Menotti ví, jak nadhodit ladnou melodii. Umí psát pro hlas.“ Podle P. G. Davise jsou „libreto i partitura Amélie [...] prosty jakékoli přetvářky a dosahují přesně toho, co si kladou cza cíl“ a „melodie nejsou zvlášť zapamatovatelné, ale převážně dobré, a orchestr vesele bublá a popohání svižný děj s neutuchajícím vtipem a půvabem“. Piotr Kaminski hovoří o skladatelově „divadelní virtuozitě, eleganci a pikantní nápaditosti“ a operu nazývá „malým mistrovským dílem dobré nálady, rozkošným a starosvětským“.
Málokteré pozdější Menotiho dílo se dočkalo tak jednoznačného přijetí obecenstvem i kritikou. Samuel Barber – jak Menotti vzpomínal – „aby mě pozlobil, trval celý život na tom že Amélie je pořád moje nejlepší opera!“. I kritik P. G. Davis poznamenává, že „Menotti nikdy více nenapsal vědomě operu tak rozkošně triviální jako Amélie jde na ples, a to je věčná škoda“. Podle úsudku kritika Cecila Smitha (z roku 1950) je Amélie Menottiho nejlepší opera, „protože když ji psal, ještě chtěl být hudebníkem více než chtěl být úspěšným“.
Menotti se k žánru komické opeře ještě několikrát vrátil, nejblíže Amélii je operní hříčka z roku 1947 Telefon aneb Láska ve třech.

## Inscenační historie
Brzy po americkém úspěchu se připravovala italská premiéra, která se konala 4. dubna 1938 v Teatro del Casinò Municipale di Sanremo. Předtím byl Menotti pozván do Říma italským ministrem kultury Dinem Alfierim a byla mu přislíbena oficiální podpora, pokud vstoupí do Fašistické strany. To Menotti odmítl a režim naopak zajistil špatné kritiky, což skladatele přesvědčilo, aby zůstal přes válku ve Spojených státech a soustředil svou aktivitu tam. Italskou kariéru opery pak skutečně odstartovala až inscenace v La Scale v březnu 1945. Vedle Spojených států amerických pak Itálie zůstala zemí, kde se Amélie hrála nejčastěji.
Mezitím však pronikla i do dalších zemí, nejprve do Švédska (1939) a do Německa (Reussisches Staatsheater, Gera, 4. května 1940 v překladu Georga C. Winklera). Až po válce následovaly např. premiéry belgická (11. března 1955 Brusel, Théâtre de la Monnaie), britská (19. listopadu 1956 Liverpool), japonská (1957 Tokio), francouzská (9. prosince 1967 Mety).
Amélie jde na ples se dosud hraje, i když ne příliš často, a protože se jedná o jednoaktovku, zpravidla v kombinací s jinou klasickou nebo moderní buffou. Mezi inscenacemi z 21. století lze zmínit inscenaci v newyorské Manhattan School of Music Opera Theater (2001), ve francouzské Opéra de Vichy (2008), v Teatro Municipal de São Paulo (2008), v Teatro Avenida v Buenos Aires (2009), v Grand Théâtre de Tours (2010), nebo na festivalu ve Spoletu roku 2011. V lednu 2013 zažila Amélie rumunskou premiéru. 19. dubna 2013 se konala premiéra slovenská (na Vysoké škole múzických umění v Bratislavě). V říjnu 2014 uvedl Amélii (spolu s Telefonem) v Monte Carlu jakožto dirigent Plácido Domingo.

## Osoby a první obsazení
| Osoba               | hlasový obor       | světová premiéra (1.4.1937) |
| ------------------- | ------------------ | --------------------------- |
| Amélie              | soprán             | Margaret Daum               |
| Améliin manžel      | baryton            | Conrad Mayo                 |
| Améliin milenec     | tenor              | William Martin              |
| Améliina přítelkyně | alt                | Edwina Eustis               |
| Policejní komisař   | bas                | Leonard Treash              |
| Kuchařka            | mezzosoprán        | Wilburta Horn               |
| Služka              | mezzosoprán        | Charlotte Daniels           |
| Dirigent:           | Dirigent:          | Fritz Reiner                |
| Režie:              | Režie:             | Ernst Lert                  |
| Výprava a kostýmy:  | Výprava a kostýmy: | Donald Oenslager            |

## Děj opery
Luxusní budoár. Amélie, manželka zámožného občana, se za pomoci dvou služebných strojí na ples. Stále něco chybí a její přítelkyně, která s netrpělivostí Améliiny přípravy sleduje, ji popohání, aby ještě nakonec nepřišly pozdě. Společně se obě dámy shodnou na tom, že když jde žena tančit, mohou láska i čest snadno doznat úhony (duetino La notte, la notte è troppo breve). Už už by mohly vyrazit, když se Améliin manžel vrací s tím, že se na žádný ples nejde. Důvod jí však může sdělit jen v soukromí. Služky jsou tedy propuštěny a i přítelkyně s jízlivou poznámkou odchází.
Amélie se vyptává na možné příčiny náhlé změny plánu: Kočí se opil? Dědeček umírá? Má její choť zažívací potíže? Nikoli, manžel zachytil mezi Améliinými papíry vášnivý dopis podepsaný Bubi. Dáma popírá, že by bylo něco takového možné, ale její choť čte dopis jednoznačného obsahu (romance Amelia cara). Amélie se tedy k aféře přiznává, totožnost milence však nechce prozradit a naléhá, aby se vyrazilo na ples, což manžela dále rozdurdí (duettino No, no, no! Al ballo non andremo!).
Amélie nakonec svoluje: prozradí manželovi, kdo je „Bubi“, pokud jí za to slíbí, že půjdou na ples. Manžel se nad nesmyslnou podmínkou zprvu rozčiluje, pak jí ale dá své čestné slovo. Amélie označí za svého milence kníratého souseda ze třetího patra jejich domu; vídají se v noci, když Améliin manžel spí. Manžel s nabitou pistolí vybíhá o patro výš a slibuje Amélii, že na ples vyrazí, jen co sousedovi prostřelí hlavu. Zamkne za sebou, takže Amélie nemůže ven, běží tedy k oknu, aby milence varovala, protože duel by jistě její plány na dnešní večer narušil. Přitom si povzdechne: muži chtějí vždy vlastnit, zatímco ženy chtějí jen nevinnou zábavu. Bože, kéž se dostane na ples, je nejvyšší čas (romance Vola intanto l'ora insonne)!
Améliin milenec se spustí na její balkón po laně. Zahrne Amélii vášnivým vyznáním a polibky a slibuje, že si to s jejím tyranským manželem vyřídí. Amélie jej varuje, že manžel je ozbrojen, a milenec tedy navrhuje společný útěk. Dáma však má za to, že na vyřizování respektive útěk bude dost času po plese, a podaří se jí milence přesvědčit, že by se měl vzdálit. Jenže lano je přetrženo, a tak nezbývá než ho ukrýt v komoře. Manžel se vrací, souseda doma nezastihl a už to vypadá, že rezignovaně splní slib a odvede svou choť na ples. Vtom si všimne lana na balkóně, a netrvá dlouho a vypátrá i milencovu skrýš. Sotva mu stane tváří v tvář, vystřelí po něm. Jenže kulka se vzpříčí v hlavni. Milenec se chystá pustit se do pěstního souboje, ale nakonec se oba dohodnou vše prodiskutovat u stolu jako civilizovaní lidé.
Amélie však naléhá, že na žádné diskuse přece není čas, a chce, aby ji jeden z přítomných odvedl na ples, jenže oba ji okřiknou a ignorují. Na manželovu otázku milenec vypráví, jak se s Amélií poprvé setkal: idylická romantika jeho vyprávění ostře kontrastuje s Améliiným narůstajícím zoufalstvím (romance Fu di notte, come in sogno). – Všechny tři postavy na chvíli vystupují z rolí a obracejí se k publiku se zpěvem o nevyzpytatelnosti lásky: nikdo neví, jak vzniká a jak odchází, co je v lásce dobré a co špatné (tercet Chi può saper).
Amélie se naposledy ptá manžela, zda ji vezme na ples, a když ten kategoricky odmítne, rozbije mu v záchvatu zlosti o hlavu vázu. Manžel se skácí v bezvědomí, a zatímco se jej milenec snaží křísit, volá Amélie ohromená vlastním činem o pomoc. Sbíhají se služebné i zvědaví sousedé, kteří mají Amélii za vražedkyni. Vzápětí se dostaví i policie v podobě policejního komisaře, který nejprve milence považuje za manžela, sousedé jej ale vyvedou z omylu. Amélie uhlídá jedinou možnost, jak dosáhnout svého primárního cíle: vezme komisaře stranou a podá mu vlastní vysvětlení. Přítomný cizí muž se prý vloupal do její ložnice a manžela, který jí přispěchal na pomoc, omráčil vázou. Milenec přirozeně proti tomuto popisu událostí vehementně protestuje, nic mu to však není platné. Odvádí ho policie a manžela odváží ambulance.
Komisař plačící Amélii utěšuje, vždyť zranění jejího muže není tak vážné. To je však teď poslední z jejích starostí – s kým ale půjde na ples? Policista jí dvorně nabízí rámě a odvádí ji k tanci. Radostný sbor vyslovuje ponaučení z příběhu: Když si žena usmyslí jít na ples, na ples také půjde (sbor Gioite, gioite, Amelia al ballo andrà).

## Diskografie
- 1954 (LP 1954 Columbia/EMI 063-13334, CD Columbia C 90370; Testament 1999, Urania 2007, Naxos 2010). Zpívají (Amélie) Margherita Carosio, (manžel) Rolando Panderai, (milenec) Giacinto Prandelli, (přítelkyně) Maria Amadini, (policejní komisař) Enrico Campi, (kuchařka a služka) Elena Mazzoni, Silvana Zanolli. Sbor a orchestr Teatro alla Scala di Milano řídí Nino Sanzogno.